# 学校法人加計学園
学校法人加計学園（がっこうほうじんかけがくえん）は、岡山県岡山市北区に本部を置く学校法人である。加計学園グループを構成する法人のひとつ。